# Todor Veselinović
Pour les articles homonymes, voir Veselinović.
Todor Veselinović (en serbe en écriture cyrillique : Тодор Веселиновић) dit Toza (né le 22 octobre 1930 à Novi Sad (Royaume de Yougoslavie) et mort le 17 mai 2017 à Athènes (Grèce)) est un footballeur yougoslave qui jouait au poste d'attaquant.
Il fut quatre fois meilleur buteur du championnat yougoslave avec le FK Vojvodina Novi Sad. Il a inscrit 28 buts en 37 sélections en équipe de Yougoslavie entre 1953 et 1961. Il faisait partie de l'équipe yougoslave qui a disputé la coupe du monde 1958 (il marque 3 buts au cours de la compétition).
Veselinović a marqué vingt-huit buts lors de ses trente-sept sélections avec l'équipe de Yougoslavie entre 1953 et 1961.
Lors de l'Euro 84 en France, il fait un malaise sur le banc lors du match contre le Danemark, contrairement à ce qui est dit, il ne fait pas de malaise cardiaque contre la France (mais c'est le docteur yougoslave Bojeda Milenovic qui en fait un et il en perdra la vie quelques heures plus tard) .

## Carrière de joueur
- 1948-1950 : Sloga Novi Sad ( Yougoslavie)
- 1951-1952 : FK Vojvodina Novi Sad ( Yougoslavie)
- 1952-1953 : FK Partizan Belgrade ( Yougoslavie)
- 1953-1961 : FK Vojvodina Novi Sad ( Yougoslavie)
- 1961-1962 : UC Sampdoria ( Italie)
- 1962-1964 : First Vienna FC ( Autriche)
- 1964-1965 : Royale Union Saint-Gilloise (10) ( Belgique)
- 1965-1967 : Austria Klagenfurt ( Autriche)
- 1967-1968 : FK Proleter Zrenjanin ( Yougoslavie)

## Palmarès

### En équipe nationale
- Médaillé d'argent aux Jeux olympiques d'été de 1956.
- 37 sélections et 28 buts avec l'équipe de Yougoslavie entre 1953 et 1961.

### En tant qu'entraîneur
Vojvodina Novi Sad
- Vice-champion de Yougoslavie en 1975

 Olympiakos
- Vice-champion de Grèce en 1979

 AEK Athènes
- Vice-champion de Grèce en 1988

 Fenerbahçe (3)
- Champion de Turquie en 1985 et 1989
- Vainqueur de la Coupe de Turquie en 1985
- Vainqueur de la Supercoupe de Turquie en 1985
- Finaliste de la Supercoupe de Turquie en 1989

## Carrière d'entraîneur
- 1969-1971 : Independiente Santa Fe ( Colombie)
- 1972-1973 :  Colombie
- 1974-1977 : FK Vojvodina Novi Sad ( Yougoslavie)
- 1977-1980 : Olympiakos Le Pirée ( Grèce)
- 1982-1984 :  Yougoslavie
- 1984-1985 : Fenerbahçe SK ( Turquie)
- 1987-1988 : AEK Athènes ( Grèce)
- 1988-1990 : Fenerbahçe SK ( Turquie)
- 1996-1997 : Fenerbahçe SK ( Turquie)